# Campionati tedeschi di sci alpino 1991
Ai Campionati tedeschi di sci alpino 1991 furono assegnati i titoli di discesa libera, supergigante, slalom gigante e slalom speciale, sia maschili sia femminili.

## Risultati

### Uomini

#### Discesa libera
| Pos. | Atleta           | Nazione  |
| ---- | ---------------- | -------- |
| 1    | Hannes Zehentner | Germania |
| 2    | Berni Huber      | Germania |
| 3    | Markus Wasmeier  | Germania |

#### Supergigante
| Pos. | Atleta            | Nazione  |
| ---- | ----------------- | -------- |
| 1    | Hansjörg Tauscher | Germania |
| 2    | Hannes Zehentner  | Germania |
| 3    | Markus Wasmeier   | Germania |

#### Slalom gigante
| Pos. | Atleta            | Nazione  |
| ---- | ----------------- | -------- |
| 1    | Tobias Barnerssoi | Germania |
| 2    | Berni Huber       | Germania |
| 3    | Bernhard Bauer    | Germania |

#### Slalom speciale
| Pos. | Atleta         | Nazione  |
| ---- | -------------- | -------- |
| 1    | Peter Roth     | Germania |
| 2    | Josef Schick   | Germania |
| 3    | Bernhard Bauer | Germania |

### Donne

#### Discesa libera
| Pos. | Atleta       | Nazione  |
| ---- | ------------ | -------- |
| 1    | Karin Dedler | Germania |
| 2    | Regina Häusl | Germania |
| 3    | Miriam Vogt  | Germania |

#### Supergigante
| Pos. | Atleta          | Nazione  |
| ---- | --------------- | -------- |
| 1    | Karin Dedler    | Germania |
| 2    | Katja Seizinger | Germania |
| 3    | Christina Meier | Germania |

#### Slalom gigante
| Pos. | Atleta           | Nazione  |
| ---- | ---------------- | -------- |
| 1    | Katrin Stotz     | Germania |
| 2    | Karin Dedler     | Germania |
| 3    | Martina Augustin | Germania |

#### Slalom speciale
| Pos. | Atleta        | Nazione  |
| ---- | ------------- | -------- |
| 1    | Martina Ertl  | Germania |
| 2    | Anette Gersch | Germania |
| 3    | Angela Drexl  | Germania |